# JerAZ-762
Der JerAZ-762 (russisch ЕрАЗ-762) ist ein Kleintransporter des sowjetischen und später armenischen Herstellers Jerewanski Awtomobilny Sawod (kurz JerAZ) in Jerewan. Er basiert auf der Technik der Personenwagen GAZ-M21 Wolga und GAZ-24 Wolga und wurde Anfang der 1960er-Jahre in der Rigaer Autobusfabrik als Kastenwagenversion des Kleinbusses RAF-977 entwickelt. Die Serienproduktion begann 1966 und umfasste diverse Varianten, erst mit dem Zerfall der Sowjetunion brachen die Aufträge weg und das Modell musste 1996 nach 30 Jahren eingestellt werden. Es wurde mit dem JerAZ-3730 noch ein Nachfolger entwickelt und gefertigt, Anfang der 2000er-Jahre war der Hersteller allerdings endgültig insolvent.

## Fahrzeuggeschichte

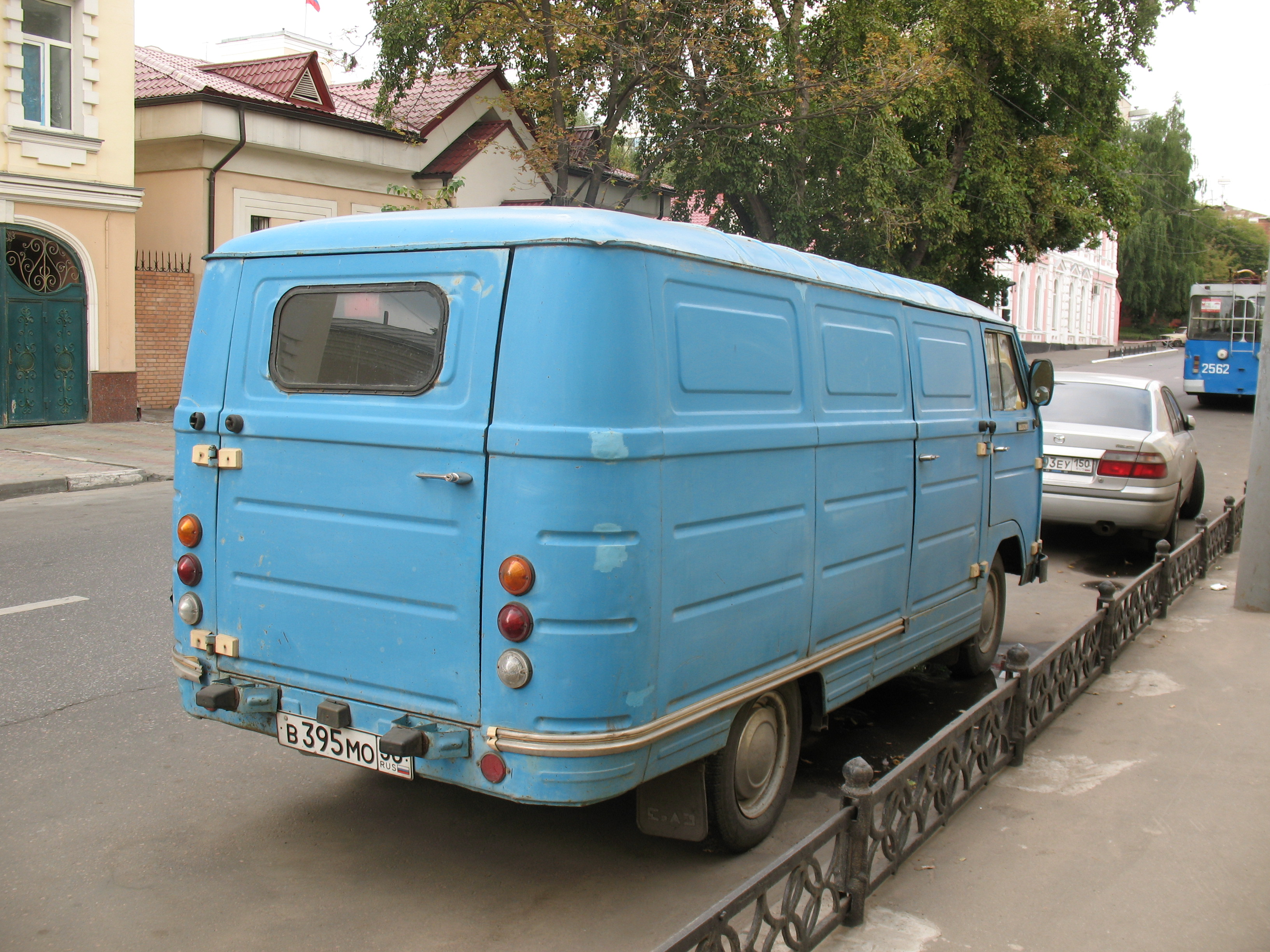
Heckansicht desselben Fahrzeugs (2007)

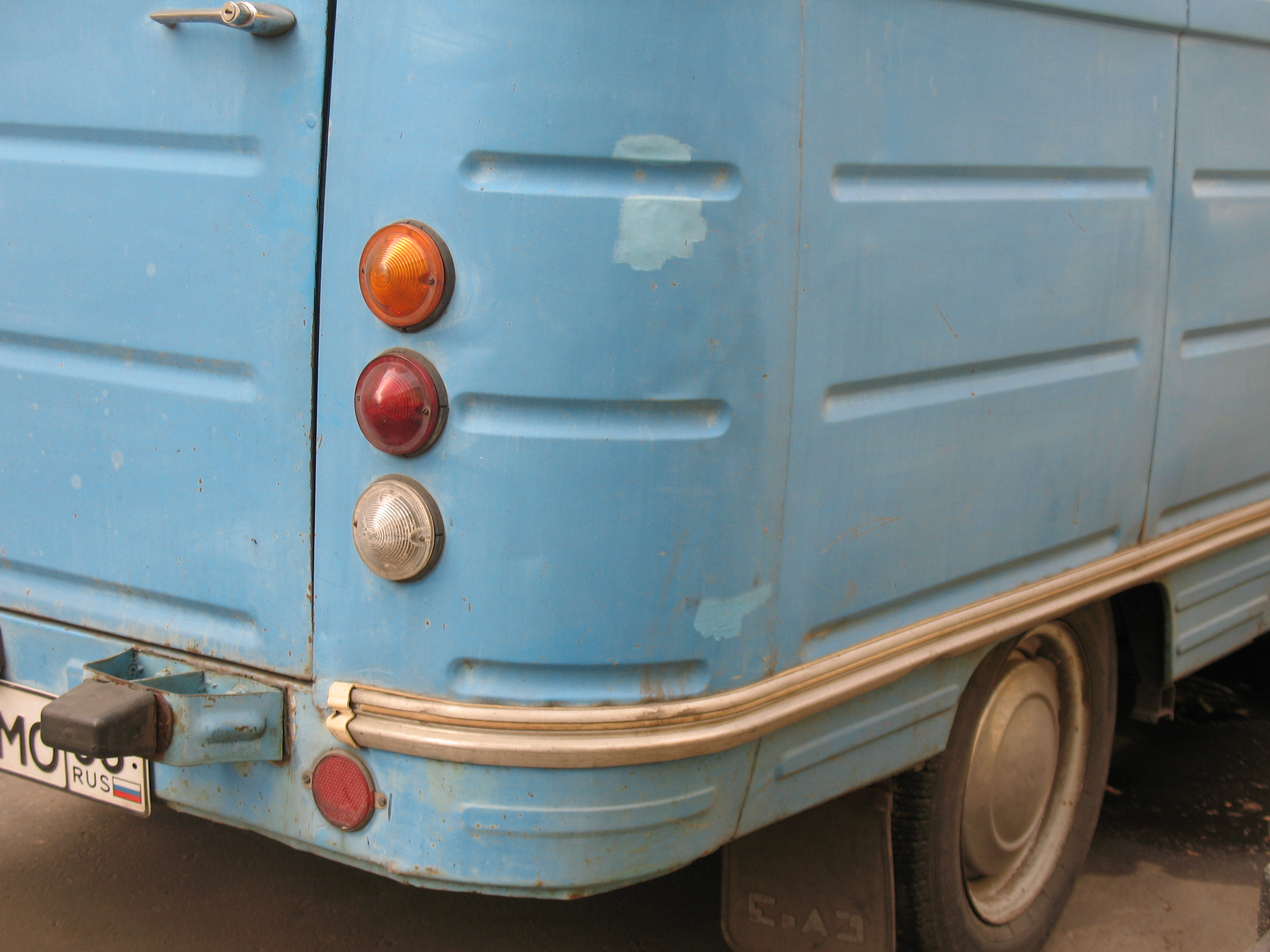
Detailaufnahme von Heck, Versteifungen und Rückleuchten (2007)

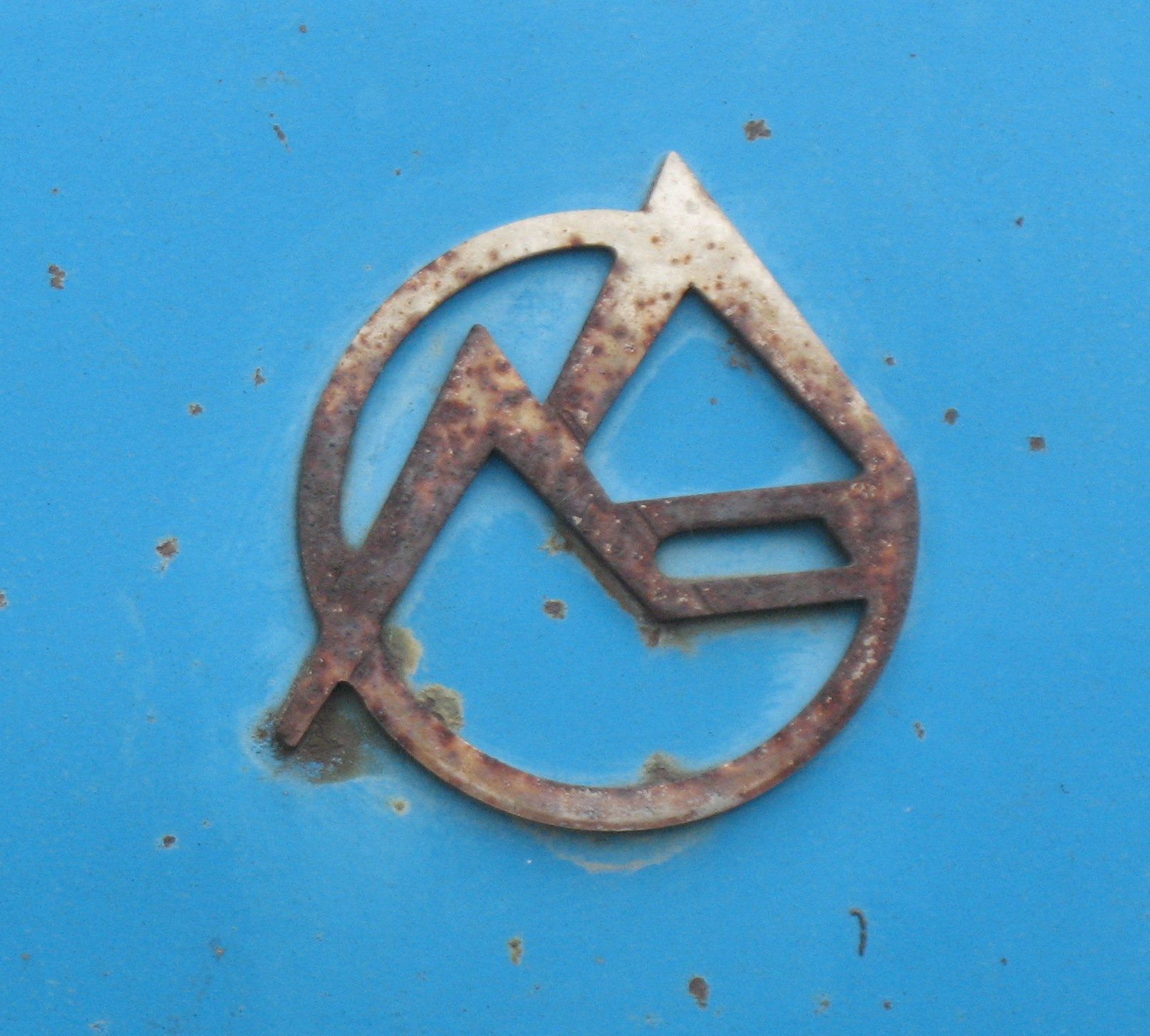
Frontemblem (2007)

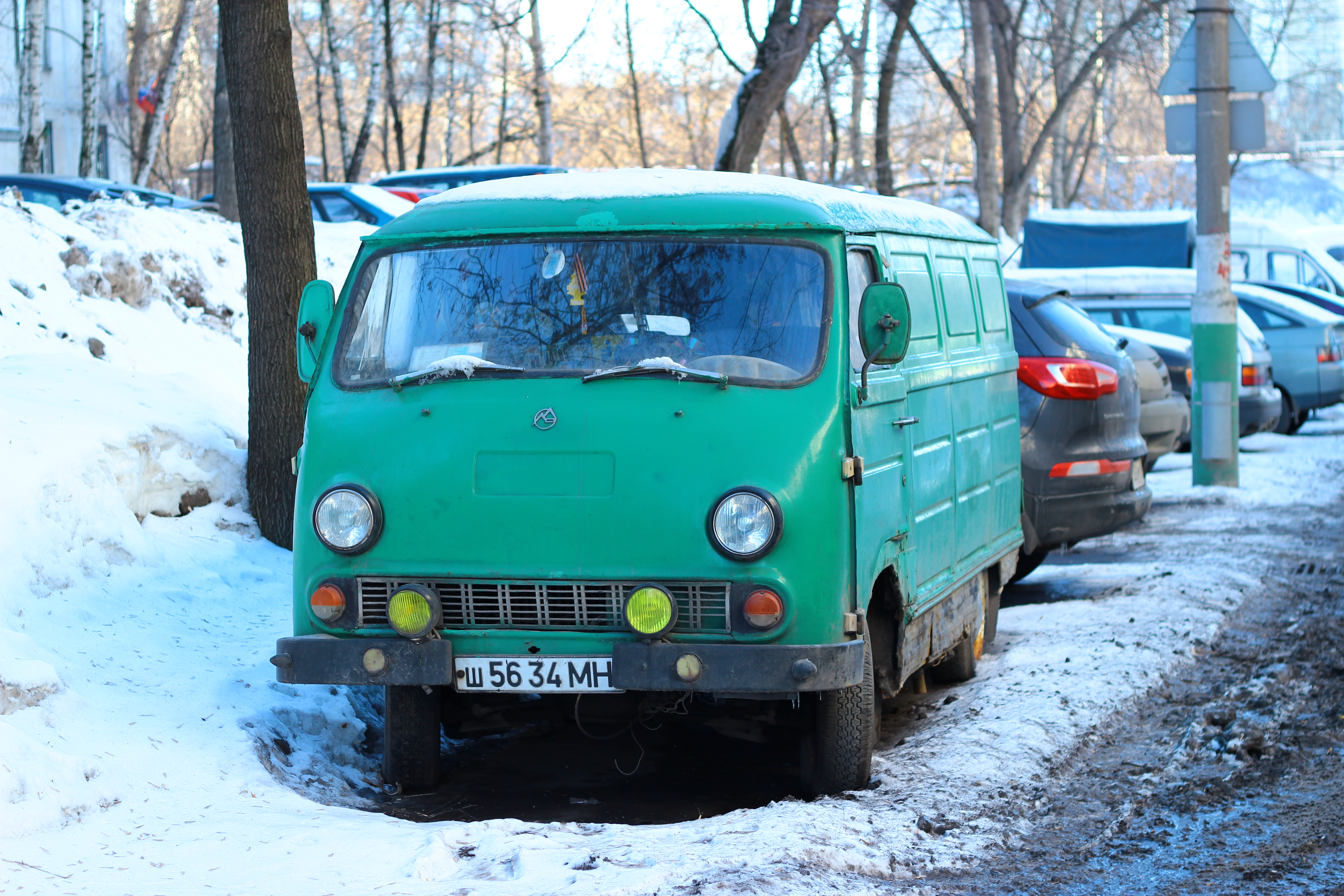
JerAZ-762W in Moskau (2013)

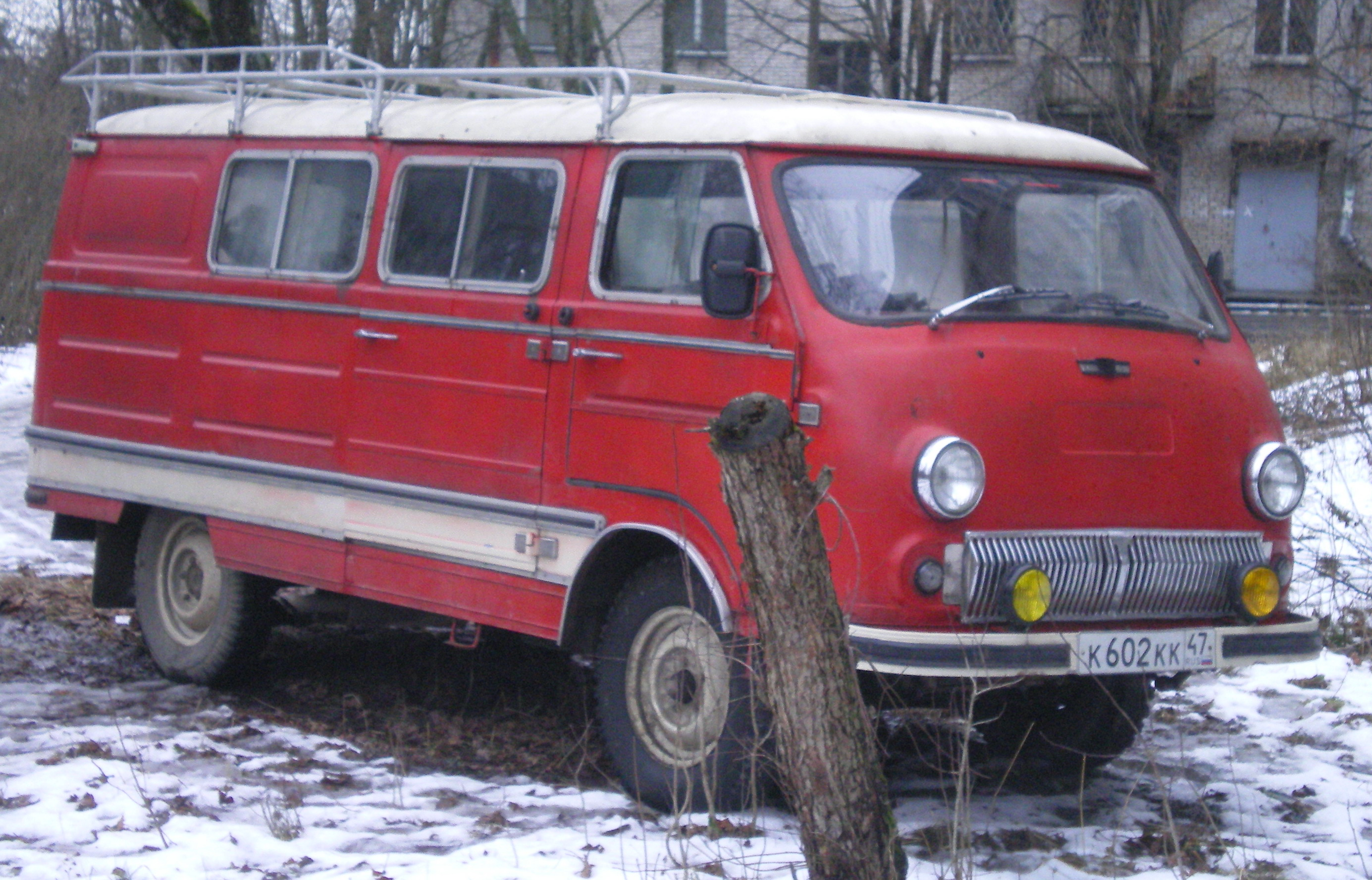
JerAZ-762WGP für den gemischten Passagier- und Frachttransport. Der Kühlergrill ist nicht original, sondern vom GAZ-24 Wolga (2007)

Der Kraftfahrzeugbau für den Güterverkehr in der Sowjetunion war sowohl vor als auch noch nach dem Zweiten Weltkrieg maßgeblich von politischen Planvorgaben und militärischen Interessen geprägt. So kam es, dass kleinere und mittlere Lastwagen wie der GAZ-AA, der ZIS-5, der GAZ-51 oder der ZIS-150 in großen Stückzahlen gebaut wurden, jedoch keinerlei Lieferwagen. Mitte der 1950er-Jahre stellte man allerdings zunehmend fest, dass der Transport von Gütern innerhalb von Städten mit diesen Fahrzeugen aufgrund ihrer Größe und ihres Treibstoffverbrauchs äußerst unwirtschaftlich war. So begann man zunächst wieder unter militärischen Gesichtspunkten erste Kleintransporter zu entwickeln, die auf Fahrgestellen von Personenkraftwagen basierten. Auf diese Weise entstanden in der zweiten Hälfte der 1950er-Jahre und Anfang der 1960er-Jahre zunächst die Modelle UAZ-450 und UAZ-451, die beide sowohl militärisch als auch zivil genutzt wurden. Um 1962 entwickelte die Rigaer Autobusfabrik auf Basis des Kleinbusses RAF-977 einen der ersten rein zivilen Lieferwagen. Aufgrund der geringen Fertigungskapazitäten dieses Werks konnte der Prototyp RAF-977K aber nicht in die Serienfertigung übernommen werden.
Um das Projekt dennoch umzusetzen, wurde ein anderes Werk in der Sowjetunion gesucht, das mit der Produktion beauftragt werden sollte. Die Wahl fiel auf ein neu eingerichtetes Maschinenbauunternehmen in der Hauptstadt der Armenischen Sozialistischen Sowjetrepublik, Jerewan. Es wurde mit entsprechenden Produktionsanlagen ausgestattet und zum 10. September 1965 in Jerewanski Awtomobilny Sawod umbenannt. An der Errichtung und der Inbetriebnahme waren Fachleute des Rigaer Werks und auch aus der DDR beteiligt. Die Serienfertigung des nach sowjetischer Norm nun als JerAZ-762 bezeichneten Fahrzeugs begann nach originalen Plänen und kaum verändert im April 1966. Zu diesem Zeitpunkt basierte der Kleintransporter auf dem Fahrgestell des GAZ-M21 Wolga und hatte eine Nutzlast von 850 kg.
Die Anlage in Jerewan hatte 1966 eine nominelle Fertigungskapazität von 2500 Lieferwagen pro Jahr. Tatsächlich lag der Ausstoß darunter, weil noch keine Fließbänder installiert waren. Der damalige Direktor, Stepan Iwanowitsch Awanjan, setzte sich entscheidend für den Ausbau des Werks ein, welches ab 1970 modernisiert wurde und zusätzliche Produktionsflächen von insgesamt 26.000 m² erhielt. In diesem Jahr wurden etwa 4000 JerAZ-762 produziert. Ab 1971 wurde der JerAZ-762A in Serie gebaut, an dem diverse Kleinigkeiten geändert wurden. Auffälligste Neuerung an der Karosserie waren die zur Versteifung gedachten Sicken, die im oberen Teil der Seitenwände angebracht wurden und Fenster andeuteten. Ab 1972 folgte ein weiterer Ausbau des Werks. In dieser Zeit entstanden auch in Zusammenarbeit mit dem Moskauer Fahrzeugbauinstitut NAMI neue Prototypen wie der NAMI-0112 oder der JerAZ-763, von denen aber keiner in die Produktion übernommen wurde.
1976 wurde der JerAZ-762A durch den JerAZ-762B ersetzt, der zum einen zusätzliche waagerechte Sicken im unteren Bereich der Karosserieseitenwände erhielt, zum anderen mit Motoren vom Typ ZMZ-977 oder UMZ-977 bestückt wurde. Dabei handelte es sich um den Motor aus dem GAZ-24 Wolga, der für die Verwendung im Kleinbus RAF-977 angepasst wurde. Der Vierzylinder-Reihenmotor war hubraum- und leistungsstärker als sein Vorgänger. Das alte Dreiganggetriebe wurde zunächst weiterverwendet. Außerdem stieg die Nutzlast auf insgesamt 1150 kg an. Gegen Ende der 1970er-Jahre waren die Produktionskapazitäten durch ein zusätzliches Presswerk auf 10.000 Kleintransporter pro Jahr gestiegen.
Die Serienfertigung wurde 1979 ein letztes Mal umgestellt, die ab diesem Zeitpunkt gebaute Grundversion war der JerAZ-762W. Er erhielt den etwas leistungsstärkeren Motor ZMZ-24-01, der direkt aus dem Personenwagen GAZ-24 stammte. Außerdem wurden die Sicken in der Karosserie ab diesem Zeitpunkt nach innen gewölbt ausgeführt. Ab 1988 kam der leistungsstärkere Motor ZMZ-4021.10 aus dem GAZ-24-11 zum Einsatz und nach dem Zerfall der Sowjetunion wurden Motoren vom Typ UMZ-4178 verwendet. Auf Basis des JerAZ-762W wurden verschiedene Karosserievarianten in die Serienfertigung übernommen, zum Beispiel als Doppelkabine und als Fünfsitzer mit geschlossenem Aufbau. Bereits in den 1970er-Jahren wurde der JerAZ-3730 und ein Minibus auf gleicher Basis als Nachfolger entwickelt, die aber erst ab Ende der 1980er-Jahre gebaut wurden und wenig erfolgreich waren. Die Fertigung des JerAZ-762 und aller seiner Varianten wurde 1996 nach 30 Jahren eingestellt. Zu Spitzenzeiten in den 1980er-Jahren waren über 16.000 der Transporter pro Jahr gebaut worden. Spätestens 2002 war das Jerewanski Awtomobilny Sawod insolvent.

## Modellvarianten
Der JerAZ-762 wurde in den 30 Jahren Produktionszeit in diversen unterschiedlichen Varianten hergestellt. Die nachfolgende Liste erhebt keinen Anspruch auf Vollständigkeit.
- JerAZ-762 – Grundversion als Kastenwagen, gebaut von 1966 bis 1971 und basierend auf dem GAZ-M21 Wolga.
- JerAZ-762A – Verbesserte Grundversion, gebaut von September 1971 bis 1976 mit zusätzlichen Versteifungen an der Position der Fenster des RAF-977.
- JerAZ-762B – Nochmals überarbeitete Grundversion, gebaut von 1976 bis 1979, jetzt mit langgezogenen, nach außen gewölbten Versteifungen auch unterhalb der Fensterpositionen. Das Fahrzeug erhielt einen abgewandelten Motor des GAZ-24 Wolga und noch das Dreigang-Schaltgetriebe des Vorgängers GAZ-M21 Wolga.
- JerAZ-762W – von 1979 bis Produktionsschluss 1996 gebaute Grundversion. Die Versteifungen sind nach innen gewölbt (vgl. Bilder auf dieser Seite) und der Kleintransporter erhielt Motor und später auch das Getriebe vom GAZ-24 Wolga in wechselnden Ausführungen.
- JerAZ-762I – Ab 1968 gebaute Version mit Isotherm-Laderaum (gedämmt, aber ohne Kühlaggregat). Die Seitentür entfiel, innen wurde der Laderaum mit Aluminium ausgekleidet. Die Fahrzeuge wurden in speziellen Montagewerken, zum Beispiel in Odessa, umgerüstet.
- JerAZ-762R – Prototyp eines Kühlfahrzeugs mit aktiver Kühlung, gebaut 1967/68, nur zwei Exemplare.
- JerAZ-762WR – Prototyp eines Kühlfahrzeugs mit aktiver Kühlung von etwa 1980, nicht in Serie gegangen.
- JerAZ-762WI – Isotherm-Fahrzeug auf technischem Stand des JerAZ-762W, gebaut ab 1982 im ukrainischen Luzki Awtomobilny Sawod.
- JerAZ-762WDP – Modell mit Doppelkabine und offener Ladefläche.
- JerAZ-762WGP – Für den gemischten Transport von Passagieren und Fracht. Es wurden zusätzliche Seitenfenster (2 Stück pro Seite) eingebaut, um insgesamt fünf Personen und 775 kg Fracht transportieren zu können.

1995 wurde auf Basis eines JerAZ-762W eine Wegebahn in Form eines Sattelschleppers gebaut. Zu einer Serienfertigung kam es nicht.

## Technische Daten
Für die Serienfahrzeuge vom Typ JerAZ-762W ab 1979. Die Daten änderten sich über die Produktionszeit hinweg leicht, spätere Baujahre hatten zum Beispiel ein vollsynchronisiertes Vierganggetriebe.
- Motor: Viertakt-R4-Ottomotor, wassergekühlt
- Motortyp: „ZMZ-24-01“
- Leistung: 82,5 PS (60,7 kW) bei 4500 min−1
- Gemischaufbereitung: Vergaser, Typ K-124
- Hubraum: 2445 cm³
- Bohrung: 92,0 mm
- Hub: 92,0 mm
- maximales Drehmoment: 167 Nm bei 2500 min−1
- Zündfolge: 1–2–4–3
- Verdichtung: 6,7:1
- Treibstoff: Benzin, mindestens 93 Oktan
- Tankinhalt: 55 l
- Treibstoffverbrauch: 12 l/100 km bei konstanten 60 km/h
- Kupplung: Einscheiben-Trockenkupplung
- Getriebe: mechanisches Dreiganggetriebe mit Rückwärtsgang, teilsynchronisiert
- Höchstgeschwindigkeit: 110 km/h
- Bremsweg aus 60 km/h: 25,8 m
- Bordspannung: 12 V
- Lichtmaschine: Typ G12
- Anlasser: Typ ST21
- Antriebsformel: 4×2 (Heckantrieb)

Abmessungen und Gewichte
- Länge: 5030 mm
- Breite: 1790 mm
- Höhe: 2180 mm
- Radstand: 2700 mm
- Spurweite vorne: 1410 mm
- Spurweite hinten: 1420 mm
- Abmessungen Laderaum (innen, L×B×H): 3300 × 1640 × 1385 mm
- Höhe Ladekante: 780 mm
- Bodenfreiheit: 205 mm
- Wendekreis: 13,4 m, gemessen am äußersten Punkt der Karosserie
- Reifengröße: 7,00–15″
- Leergewicht: 1475 kg
- Zuladung: 1150 kg (1000 kg im Laderaum)
- zulässiges Gesamtgewicht: 2625 kg
- Achslast vorne: 1210 kg
- Achslast hinten: 1415 kg